# 沃羅涅日省
沃羅涅日省（羅馬化：Voronezhskaya guberniya）是俄羅斯帝國和蘇聯早期的一個省。包括今日沃羅涅日州的大部分、別爾哥羅德州的東南部和利佩茨克州的南部。面積65,892平方公里，1897年人口2,531,253人。首府沃羅涅日。
1725年建省，1928年被併入中央黑土區。